# 河西街道 (茂名市)
河西街道，是中华人民共和国广东省茂名市茂南区下辖的一个乡镇级行政单位。

## 行政区划
河西街道下辖以下地区：
金花社区、幸福社区、茂西社区、红旗中社区、厂前西社区和茂油河西社区服务站。